# Liste der Monuments historiques in Montjavoult
Die Liste der Monuments historiques in Montjavoult führt die Monuments historiques in der französischen Gemeinde Montjavoult auf.

## Liste der Bauwerke
| Bezeichnung      | Beschreibung              | Standort | Kennzeichnung | Schutzstatus | Datum | Bild           |
| ---------------- | ------------------------- | -------- | ------------- | ------------ | ----- | -------------- |
| Kirche St-Martin | Erbaut im 16. Jahrhundert | (Lage)   | PA00114757    | Classé       | 1913  | weitere Bilder |

## Liste der Objekte

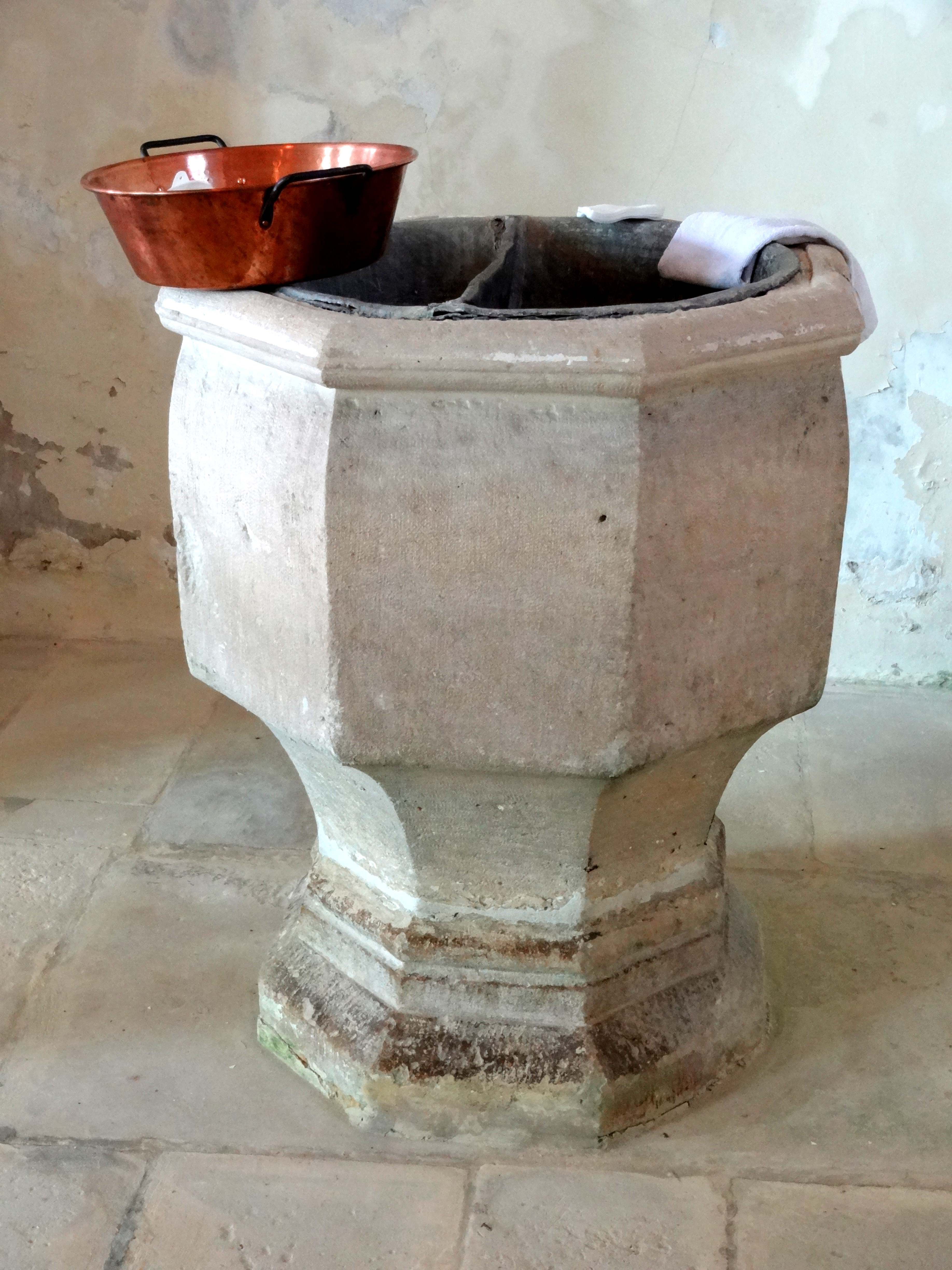
Taufbecken in Montjavoult

- Monuments historiques (Objekte) in Montjavoult in der Base Palissy des französischen Kultusministeriums

Siehe auch: Taufbecken (Montjavoult)